# فيسنتي بيريدا
فيسنتي بيريدا (بالإسبانية: Vicente Pereda) هو مدرب كرة قدم ولاعب كرة قدم مكسيكي في مركز الهجوم، ولد في 18 يوليو 1941 في تولوكا في المكسيك. شارك مع منتخب المكسيك لكرة القدم. أما مع النوادي، فقد لعب مع نادي ديبورتيفو تولوكا.

## وصلات خارجية
- فيسنتي بيريدا على موقع الاتحاد الدولي (مؤرشف)  (الإنجليزية)
- فيسنتي بيريدا على موقع ناشيونال فوتبول تيمز (الإنجليزية)
- فيسنتي بيريدا على موقع أوليمبيديا (الإنجليزية)